# Basta guardare il cielo
(Max (Elden Henson))
Basta guardare il cielo (The Mighty) è un film di Peter Chelsom del 1998, basato sull'omonimo romanzo di Rodman Philbrick.

## Trama
Kevin è un ragazzo di costituzione molto esile, affetto da una malattia chiamata sindrome di Morquio, ma dotato di straordinaria intelligenza. Max, al contrario, è un ragazzo di corporatura massiccia, timido e con una grave difficoltà a socializzare, il che lo rende facile bersaglio degli altri ragazzi del quartiere; suo padre è in galera, condannato per aver ucciso sua moglie. L'amicizia che unirà Kevin e Max quando si troveranno ad essere vicini di casa, li farà diventare inseparabili. Compiono diversi gesti, come recuperare la borsetta di una signora dalle fogne, ma quando l'oggetto viene portato alla legittima proprietaria, scoprono che era una amica del padre di Max, il quale esce di galera e rapisce il figlio dalla casa dei nonni, dove viveva. Kevin riesce a rimettere in galera il padre di Max e salvando la vicina di casa. In seguito Kevin muore, poiché i suoi organi interni erano diventati troppo grandi per il suo corpo, la madre si trasferisce e Max decide di scrivere il libro che racconta della sua amicizia con quest'ultimo.

## Accoglienza

### Critica
Il film è stato accolto bene dalla critica. Su Rotten Tomatoes il film ottiene da 40 recensori il 75% di recensioni positive con un punteggio medio di 6.8/10.

### Incassi
Il film ha incassato complessivamente 2 652 246 dollari.

## Riconoscimenti
- Golden Globe
  - 1999: Nomination - Miglior attrice non protagonista a Sharon Stone
  - 1999: Nomination - Miglior canzone originale a Sting per la canzone "Freak, The Mighty"
- Young Artist Award
  - 1999: Nomination - Miglior film per famiglie drammatico
  - 1999: Nomination - Miglior giovane attore protagonista in un film per famiglie a Kieran Culkin
- Las Vegas Film Critics Society Awards
  - 1998: Vinto - Miglior canzone a Sting per la canzone "Freak, The Mighty"
- Giffoni Film Festival
  - 1998: Vinto - Grifone d'argento a Peter Chelsom
  - 1998: Vinto - Premio della giuria dei giovani a Peter Chelsom